# Вакцина проти гепатиту В
Вакцина проти гепатиту B — це вакцина, яка запобігає гепатиту B. Першу дозу рекомендується вводити протягом 24 годин після народження, а потім — ще дві або три дози. Рекомендовано для людей з поганою імунною функцією, зокрема маючих такі захворювання як ВІЛ/СНІД, і ті, хто народився передчасно. Також рекомендовано вакцинувати медичних працівників. Серед здорових людей рутинна імунізація забезпечує захист понад 95 % людей.
Групі високого ризику рекомендується здати аналіз крові, щоб переконатися, що вакцина спрацювала. Додаткові дози можуть знадобитися людям зі слабкою імунною функцією, але для більшості людей вони не потрібні. Тим, хто зазнав впливу вірусу гепатиту B (HBV), але не був щеплений, на додаток до вакцини слід вводити імуноглобулін проти гепатиту B. Вакцина вводиться шляхом ін'єкції в м'яз.
Серйозні побічні ефекти від вакцини проти гепатиту B дуже рідкісні. У місці введення може виникнути біль. Визнається безпечною для застосування під час вагітності та під час годування груддю. Вакцини проти гепатиту B виготовляються за допомогою методів рекомбінантної ДНК. Вони можуть бути використані як самі по собі, так і в комбінації з іншими вакцинами.
Перша вакцина проти гепатиту B була схвалена в США у 1981 році. Рекомбінантна версія вийшла на ринок у 1986 році. Вона входить до списку основних лікарських засобів Всесвітньої організації охорони здоров'я. Обидві версії були розроблені Морісом Хіллеманом та його командою.

## Медичне використання
У Сполучених Штатах вакцинація рекомендована майже всім немовлятам при народженні. Багато країн регулярно вакцинують немовлят проти гепатиту B. У країнах з високим рівнем зараження гепатитом B вакцинація новонароджених не тільки знизила ризик зараження, але й призвела до помітного зниження захворювання раком печінки. Про це повідомлялося на Тайвані, де впровадження загальнонаціональної програми вакцинації проти гепатиту B у 1984 році було пов'язане зі зниженням захворюваності на гепатоцелюлярну карциному серед дітей.
У Великій Британії вакцина пропонується чоловікам, які мають секс з чоловіками (ЧСЧ), як правило, у рамках обстеження сексуального здоров'я. Схожа ситуація в Ірландії.
У багатьох регіонах вакцинація проти гепатиту B також є обов'язковою для всього медичного та лабораторного персоналу. Обидва типи вакцини, вакцина, отримана з плазми (PDV) і рекомбінантна вакцина (RV), здається, здатні викликати однакові захисні рівні анти-HBs.
Центри з контролю та профілактики захворювань США випустили рекомендації щодо вакцинації проти гепатиту B серед людей, що мають захворювання на цукровий діабет. Всесвітня організація охорони здоров'я (ВООЗ) рекомендує п'ятивалентну вакцину, що поєднує вакцини проти дифтерії, правця, кашлюку та Haemophilus influenzae типу B з вакциною проти гепатиту B. Наразі немає достатніх доказів того, наскільки ця п'ятивалентна вакцина ефективна порівняно з окремими вакцинами. П'ятивалентна вакцина, що поєднує вакцини проти дифтерії, правця, кашлюку, гепатиту B та поліомієліту, схвалена в США та рекомендована Консультативним комітетом з практики імунізації (ACIP).
Вакцинація проти гепатиту B, імуноглобулін проти гепатиту B та комбінація вакцини проти гепатиту B плюс імуноглобулін проти гепатиту B розглядаються як профілактичні засоби для дітей, народжених від матерів, інфікованих вірусом гепатиту B. Ця комбінація краще захищає цих немовлят. Вакцина під час вагітності не вважається важливою для захисту дітей від інфікованих матерів. Імуноглобулін гепатиту B до народження вивчений недостатньо.

### Ефективність
Дослідження показали, що імунна пам'ять проти гепатиту B зберігається щонайменше протягом 30 років після вакцинації та захищає від клінічних захворювань і хронічної інфекції гепатиту B навіть у випадках, коли рівень поверхневого антигену проти гепатиту B (анти-Hbs) падає нижче рівня, який можна виявити. Тестування для підтвердження успішної імунізації або стійкого імунітету не є необхідним або рекомендованим для більшості людей, але рекомендується для немовлят, народжених від матері, яка має позитивний тест на HBsAg або чий статус HBsAg невідомий; для працівників охорони здоров'я та громадської безпеки; для людей з ослабленим імунітетом, таких як пацієнти на гемодіалізі, пацієнти з ВІЛ, реципієнти трансплантації гемопоетичних стовбурових клітин (HSCT) або люди, які отримують хімієтерапію; і для статевих партнерів HBsAg-позитивних людей.
Рівень антитіл до Hbs вище 100 мМО /мл вважається достатнім і зустрічається приблизно у 85–90 % осіб. Рівень антитіл від 10 до 100 ММО/мл вважається поганою реакцією, і цим людям слід зробити одну повторну вакцинацію на цей час, але вони не потребують повторного тестування. Людей, чиї показники не відповідають достатньому рівню (рівень антитіл до Hbs нижче 10 мМО/мл) слід перевірити, щоб виключити наявну або минулу інфекцію гепатиту B, і провести повторний курс із трьох щеплень з подальшим повторним тестуванням через 1–4 місяці після другого курсу. Ті, хто все ще не має імунної реакції на другий курс вакцинації, мають застосувати внутрішньошкірну ін'єкцію або високу дозу вакцини або подвійну дозу комбінованої вакцини проти гепатиту A та B. Тим, хто все ще не матиме результатів, знадобиться імуноглобулін проти гепатиту B (HBIG), якщо пізніше вони піддадуться вірусу гепатиту B.
Погані імунні реакції здебільшого пов'язані з віком старше 40 років, ожирінням, целіакією та курінням, а також у алкоголіків, особливо з розвиненою хворобою печінки. Люди з пригніченим імунітетом або люди, які перебувають на діалізі, можуть не реагувати так добре, і їм потрібні більші або частіші дози вакцини. Принаймні одне дослідження показує, що вакцинація проти гепатиту B є менш ефективною для пацієнтів з ВІЛ.

### Тривалість захисту
Вважається, що вакцина проти гепатиту B забезпечує безстроковий захист. Проте раніше вважалося та припускалося, що вакцинація забезпечить ефективне охоплення лише від п'яти до семи років,, але згодом було оцінено, що довготривалий імунітет походить від імунологічної пам'яті, яка триває більше, ніж втрата антитіл. рівнів, і, отже, подальше тестування та введення бустерних доз не потрібні успішно вакцинованим імунокомпетентним особам. Таким чином, з плином часу та більшим досвідом було продемонстровано захист протягом принаймні 25 років у тих, хто продемонстрував адекватну початкову відповідь на первинний курс вакцинації, і рекомендації Великобританії свідчать, що люди, які реагують на вакцину та є при ризику професійного опромінення, наприклад, для медичних працівників, одноразова вакцинація рекомендована через п'ять років після первинної імунізації.

## Побічні ефекти
Серйозні побічні ефекти від вакцини проти гепатиту B дуже рідкісні. У місці введення може виникнути біль. Загалом вважається безпечним для використання під час вагітності та під час годування груддю. Це не було пов'язано з синдромом Гійєна-Барре.

### Розсіяний склероз
У кількох дослідженнях шукали зв'язок між рекомбінантною вакциною проти гепатиту B і розсіяним склерозом (РС) у дорослих. Більшість досліджень не підтверджують причинно-наслідковий зв'язок між вакцинацією проти гепатиту B і демієлінізуючими захворюваннями, такими як РС. Дослідження 2004 року повідомило про значне підвищення ризику протягом трьох років після вакцинації. Деякі з цих досліджень критикували за методологічні проблеми. Ця суперечка викликала у громадськості побоювання щодо вакцинації проти гепатиту B, тим часом як рівень вакцинації проти гепатиту B у дітей залишався низьким у кількох країнах. Дослідження 2006 року дійшло висновку, що докази не підтверджують зв'язок між вакцинацією проти гепатиту B і синдромом раптової дитячої смерті, синдромом хронічної втоми або розсіяним склерозом. Дослідження 2007 року показало, що вакцинація не збільшує ризик першого епізоду РС у дитинстві. Вакцинація проти гепатиту B не пов'язана з виникненням аутоімунних захворювань у дорослому віці.

## Використання

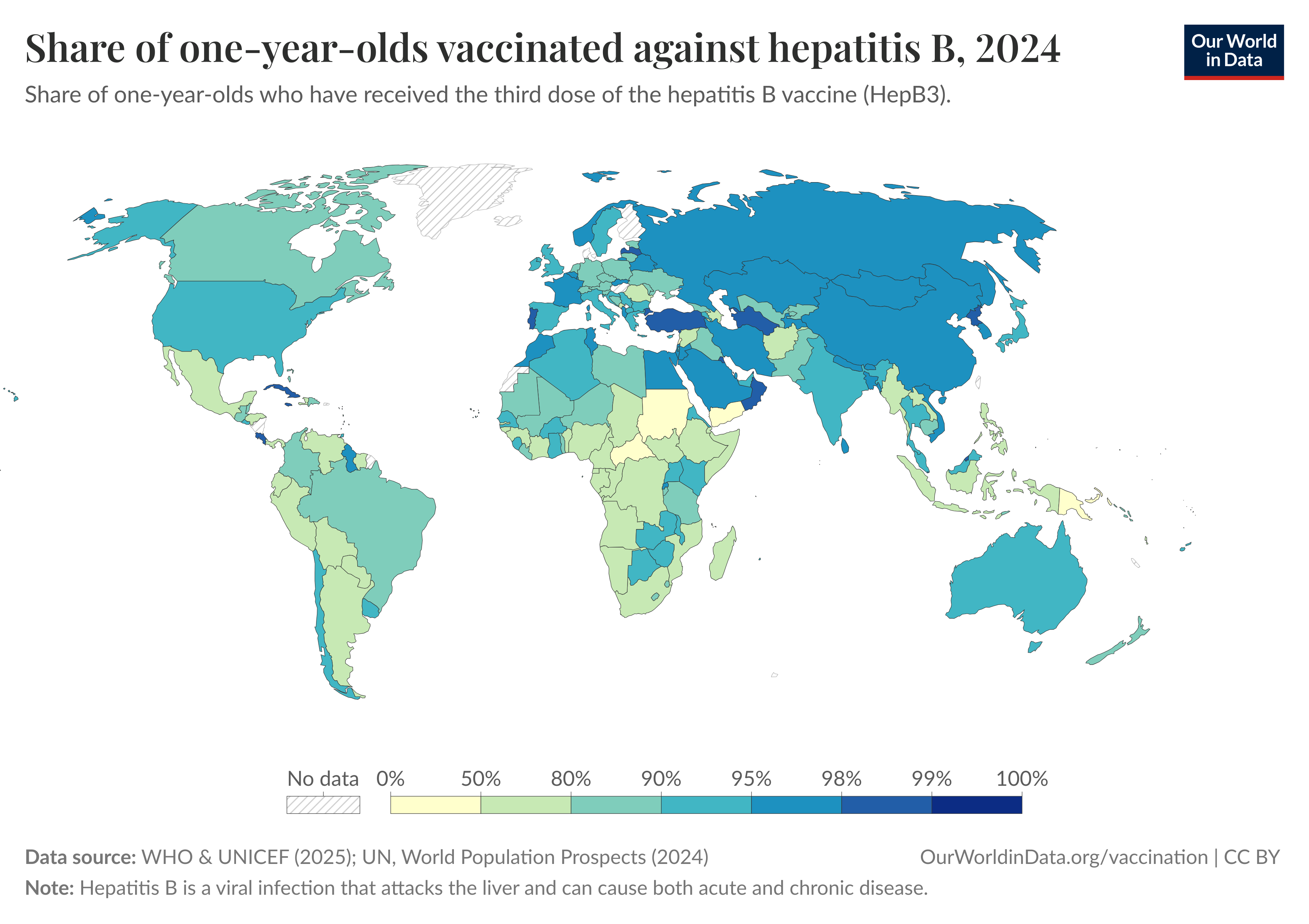
Частка однорічних дітей, вакцинованих проти гепатиту B, 2017 р.

Нижче наведено список країн за відсотком немовлят, які отримали три дози вакцини проти гепатиту B, опублікований Всесвітньою організацією охорони здоров'я (ВООЗ) у 2017 році
| Охоплення імунізацією проти гепатиту B (HepB3) серед однорічних дітей у всьому світі | Охоплення імунізацією проти гепатиту B (HepB3) серед однорічних дітей у всьому світі |
| Країна                                                                               | Покриття %                                                                           |
| ------------------------------------------------------------------------------------ | ------------------------------------------------------------------------------------ |
| Афганістан                                                                           | 65                                                                                   |
| Албанія                                                                              | 99                                                                                   |
| Алжир                                                                                | 91                                                                                   |
| Андорра                                                                              | 98                                                                                   |
| Ангола                                                                               | 52                                                                                   |
| Антигуа і Барбуда                                                                    | 95                                                                                   |
| Аргентина                                                                            | 86                                                                                   |
| Вірменія                                                                             | 94                                                                                   |
| Австралія                                                                            | 95                                                                                   |
| Австрія                                                                              | 90                                                                                   |
| Азербайджан                                                                          | 95                                                                                   |
| Багамські Острови                                                                    | 94                                                                                   |
| Бахрейн                                                                              | 98                                                                                   |
| Бангладеш                                                                            | 97                                                                                   |
| Барбадос                                                                             | 90                                                                                   |
| Білорусь                                                                             | 98                                                                                   |
| Бельгія                                                                              | 97                                                                                   |
| Беліз                                                                                | 88                                                                                   |
| Бенін                                                                                | 82                                                                                   |
| Бутан                                                                                | 98                                                                                   |
| Болівія                                                                              | 83                                                                                   |
| Боснія і Герцеговина                                                                 | 77                                                                                   |
| Ботсвана                                                                             | 95                                                                                   |
| Бразилія                                                                             | 93                                                                                   |
| Бруней                                                                               | 99                                                                                   |
| Болгарія                                                                             | 92                                                                                   |
| Буркіна-Фасо                                                                         | 91                                                                                   |
| Бурунді                                                                              | 91                                                                                   |
| Кот-д'Івуар                                                                          | 84                                                                                   |
| Кабо-Верде                                                                           | 86                                                                                   |
| Камбоджа                                                                             | 93                                                                                   |
| Камерун                                                                              | 86                                                                                   |
| Канада                                                                               | 69                                                                                   |
| Центральноафриканська Республіка                                                     | 47                                                                                   |
| Чад                                                                                  | 41                                                                                   |
| Чилі                                                                                 | 93                                                                                   |
| КНР                                                                                  | 99                                                                                   |
| Колумбія                                                                             | 92                                                                                   |
| Коморські Острови                                                                    | 91                                                                                   |
| ДР Конго                                                                             | 69                                                                                   |
| Острови Кука                                                                         | 99                                                                                   |
| Коста-Рика                                                                           | 97                                                                                   |
| Хорватія                                                                             | 94                                                                                   |
| Куба                                                                                 | 99                                                                                   |
| Кіпр                                                                                 | 97                                                                                   |
| Чехія                                                                                | 94                                                                                   |
| Північна Корея                                                                       | 97                                                                                   |
| ДР Конго                                                                             | 81                                                                                   |
| Джибуті                                                                              | 68                                                                                   |
| Домініка                                                                             | 91                                                                                   |
| Домініканська Республіка                                                             | 81                                                                                   |
| Еквадор                                                                              | 84                                                                                   |
| Єгипет                                                                               | 94                                                                                   |
| Сальвадор                                                                            | 85                                                                                   |
| Екваторіальна Гвінея                                                                 | 25                                                                                   |
| Еритрея                                                                              | 95                                                                                   |
| Естонія                                                                              | 92                                                                                   |
| Есватіні                                                                             | 90                                                                                   |
| Ефіопія                                                                              | 73                                                                                   |
| Фіджі                                                                                | 99                                                                                   |
| Франція                                                                              | 90                                                                                   |
| Габон                                                                                | 75                                                                                   |
| Гамбія                                                                               | 92                                                                                   |
| Грузія                                                                               | 91                                                                                   |
| Німеччина                                                                            | 87                                                                                   |
| Гана                                                                                 | 99                                                                                   |
| Греція                                                                               | 96                                                                                   |
| Гренада                                                                              | 96                                                                                   |
| Гватемала                                                                            | 82                                                                                   |
| Гвінея                                                                               | 45                                                                                   |
| Гвінея-Бісау                                                                         | 87                                                                                   |
| Гаяна                                                                                | 97                                                                                   |
| Гаїті                                                                                | 58                                                                                   |
| Гондурас                                                                             | 97                                                                                   |
| Індія                                                                                | 88                                                                                   |
| Індонезія                                                                            | 79                                                                                   |
| Іран                                                                                 | 99                                                                                   |
| Ірак                                                                                 | 63                                                                                   |
| Ірландія                                                                             | 95                                                                                   |
| Ізраїль                                                                              | 97                                                                                   |
| Італія                                                                               | 94                                                                                   |
| Ямайка                                                                               | 93                                                                                   |
| Йорданія                                                                             | 99                                                                                   |
| Казахстан                                                                            | 99                                                                                   |
| Кенія                                                                                | 82                                                                                   |
| Кірибаті                                                                             | 90                                                                                   |
| Кувейт                                                                               | 99                                                                                   |
| Киргизстан                                                                           | 92                                                                                   |
| Лаос                                                                                 | 85                                                                                   |
| Латвія                                                                               | 98                                                                                   |
| Ліван                                                                                | 78                                                                                   |
| Лесото                                                                               | 93                                                                                   |
| Ліберія                                                                              | 86                                                                                   |
| Лівія                                                                                | 94                                                                                   |
| Литва                                                                                | 94                                                                                   |
| Люксембург                                                                           | 94                                                                                   |
| Північна Македонія                                                                   | 91                                                                                   |
| Мадагаскар                                                                           | 74                                                                                   |
| Малаві                                                                               | 88                                                                                   |
| Малайзія                                                                             | 98                                                                                   |
| Мальдіви                                                                             | 99                                                                                   |
| Малі                                                                                 | 66                                                                                   |
| Мальта                                                                               | 88                                                                                   |
| Маршаллові Острови                                                                   | 82                                                                                   |
| Мавританія                                                                           | 81                                                                                   |
| Маврикій                                                                             | 96                                                                                   |
| Мексика                                                                              | 93                                                                                   |
| Федеративні Штати Мікронезії                                                         | 80                                                                                   |
| Монако                                                                               | 99                                                                                   |
| Монголія                                                                             | 99                                                                                   |
| Чорногорія                                                                           | 73                                                                                   |
| Марокко                                                                              | 99                                                                                   |
| Мозамбік                                                                             | 80                                                                                   |
| М'янма                                                                               | 89                                                                                   |
| Намібія                                                                              | 88                                                                                   |
| Науру                                                                                | 87                                                                                   |
| Непал                                                                                | 90                                                                                   |
| Нідерланди                                                                           | 92                                                                                   |
| Нова Зеландія                                                                        | 94                                                                                   |
| Нікарагуа                                                                            | 98                                                                                   |
| Нігер                                                                                | 81                                                                                   |
| Нігерія                                                                              | 42                                                                                   |
| Ніуе                                                                                 | 99                                                                                   |
| Оман                                                                                 | 99                                                                                   |
| Пакистан                                                                             | 75                                                                                   |
| Палау                                                                                | 98                                                                                   |
| Панама                                                                               | 81                                                                                   |
| Папуа Нова Гвінея                                                                    | 56                                                                                   |
| Парагвай                                                                             | 91                                                                                   |
| Перу                                                                                 | 83                                                                                   |
| Філіппіни                                                                            | 88                                                                                   |
| Польща                                                                               | 95                                                                                   |
| Португалія                                                                           | 98                                                                                   |
| Катар                                                                                | 97                                                                                   |
| Південна Корея                                                                       | 98                                                                                   |
| Молдова                                                                              | 89                                                                                   |
| Румунія                                                                              | 92                                                                                   |
| Росія                                                                                | 97                                                                                   |
| Руанда                                                                               | 98                                                                                   |
| Сент-Кіттс і Невіс                                                                   | 98                                                                                   |
| Сент-Люсія                                                                           | 80                                                                                   |
| Сент-Вінсент і Гренадини                                                             | 99                                                                                   |
| Самоа                                                                                | 73                                                                                   |
| Сан-Марино                                                                           | 86                                                                                   |
| Сан-Томе і Принсіпі                                                                  | 95                                                                                   |
| Саудівська Аравія                                                                    | 98                                                                                   |
| Сенегал                                                                              | 91                                                                                   |
| Сербія                                                                               | 93                                                                                   |
| Сейшельські Острови                                                                  | 98                                                                                   |
| Сьєрра-Леоне                                                                         | 90                                                                                   |
| Сінгапур                                                                             | 96                                                                                   |
| Словаччина                                                                           | 96                                                                                   |
| Соломонові Острови                                                                   | 99                                                                                   |
| Сомалі                                                                               | 42                                                                                   |
| ПАР                                                                                  | 66                                                                                   |
| Іспанія                                                                              | 93                                                                                   |
| Шрі-Ланка                                                                            | 99                                                                                   |
| Судан                                                                                | 95                                                                                   |
| Суринам                                                                              | 81                                                                                   |
| Есватіні                                                                             | 98                                                                                   |
| Швеція                                                                               | 76                                                                                   |
| Сирія                                                                                | 52                                                                                   |
| Таджикистан                                                                          | 96                                                                                   |
| Таїланд                                                                              | 99                                                                                   |
| Східний Тимор                                                                        | 76                                                                                   |
| Того                                                                                 | 90                                                                                   |
| Тонга                                                                                | 81                                                                                   |
| Тринідад і Тобаго                                                                    | 89                                                                                   |
| Туніс                                                                                | 98                                                                                   |
| Туреччина                                                                            | 96                                                                                   |
| Туркменістан                                                                         | 99                                                                                   |
| Тувалу                                                                               | 96                                                                                   |
| Уганда                                                                               | 85                                                                                   |
| Україна                                                                              | 52                                                                                   |
| ОАЕ                                                                                  | 98                                                                                   |
| Танзанія                                                                             | 97                                                                                   |
| США                                                                                  | 93                                                                                   |
| Уругвай                                                                              | 95                                                                                   |
| Узбекистан                                                                           | 99                                                                                   |
| Вануату                                                                              | 85                                                                                   |
| Венесуела                                                                            | 84                                                                                   |
| В'єтнам                                                                              | 94                                                                                   |
| Ємен                                                                                 | 68                                                                                   |
| Замбія                                                                               | 94                                                                                   |
| Зімбабве                                                                             | 89                                                                                   |

## Історія

### Робота над вакциною
У 1963 році американський лікар/генетик Барух Блумберг, який працював у онкологічному центрі Фокса Чейза, виявив те, що він назвав «австралійським антигеном» (HBsAg), у сироватці крові австралійського аборигена. У 1968 році вірусолог Альфред Прінс виявив, що цей білок є частиною вірусу, який викликає «сироватковий гепатит» (гепатит B).
У 1976 році Блумберг отримав Нобелівську премію з фізіології та медицини за роботу над гепатитом B (ділячи її з Даніелем Карлетоном Гайдушеком за роботу над kuru). Блумберг визначив австралійський антиген, важливий перший крок, а пізніше відкрив спосіб створення першої вакцини проти гепатиту В. Вакцина Блумберга була унікальним підходом до виробництва вакцини; тобто отримання імунізуючого антигену безпосередньо з крові людини-носія вірусу. У жовтні 1969 року, діючи від імені Інституту дослідження раку, вони подали заявку на отримання патенту на виробництво вакцини. Цей патент [USP 3,636,191] згодом (січень 1972) був виданий у Сполучених Штатах та інших країнах. У 2002 році Блумберг опублікував книгу «Гепатит B: Полювання на вірус-вбивцю». У книзі Блумберг писав: «Пройшов деякий час, перш ніж концепція була прийнята вірусологами та виробниками вакцин, які більше звикли мати справу з вакцинами, отриманими шляхом атенуації вірусів, або використанням убитих вірусів, отриманих у культурі тканин, або споріднених вірусів. які були непатогенними захисними (наприклад, натуральна віспа). Однак до 1971 року ми змогли зацікавити компанію Merck, яка мала значний досвід роботи з вакцинами».

### Вакцина, отримана з крові
Протягом наступних кількох років серія спостережень вченими за людьми та приматами, у тому числі Моріс Хіллеман (який відповідав за вакцини в Merck), С. Кругман, Р. Перселл, П. Маупас та інших, надало додаткову підтримку вакцині. У 1980 році У. Шмунесс і його колеги з Нью-Йорку опублікували результати першого польового випробування".
Американський мікробіолог/вакцинолог Моріс Хіллеман із компанії Merck використав три обробки (пепсин, сечовина та формальдегід) сироватки крові разом із суворою фільтрацією, щоб отримати продукт, який можна використовувати як безпечну вакцину. Гілеман припустив, що він міг би зробити вакцину проти гепатиту B, вводячи пацієнтам поверхневий білок гепатиту В. Теоретично це було б дуже безпечно, оскільки ці надлишкові поверхневі білки не мали інфекційної вірусної ДНК. Імунна система, розпізнаючи поверхневі білки як чужорідні, вироблятиме антитіла спеціальної форми, спеціально створені для зв'язування та знищення цих білків. Потім, у майбутньому, якщо пацієнт був інфікований гепатитом B, імунна система могла б негайно розгорнути захисні антитіла, знищуючи віруси, перш ніж вони могли завдати будь-якої шкоди.
Хіллеман зібрав кров у гомосексуальних чоловіків і споживачів внутрішньовенних наркотиків — груп, які, як відомо, мають ризик захворіти на вірусний гепатит. Це було наприкінці 1970-х років, коли ВІЛ ще не був відомий медицині. На додаток до затребуваних поверхневих білків гепатиту B, зразки крові, ймовірно, містили ВІЛ. Хіллеман розробив багатоетапний процес очищення цієї крові таким чином, щоб залишилися лише поверхневі білки гепатиту В. Кожен відомий вірус був убитий цим процесом, і Хіллеман був упевнений, що вакцина безпечна.
Перші широкомасштабні випробування вакцини, отриманої з крові, були проведені на геях, відповідно до їхнього статусу високого ризику. Пізніше вакцину Хіллемана помилково звинуватили в розпалюванні епідемії СНІДу. Але, хоча вакцина з очищеної крові здавалася сумнівною, було встановлено, що вона справді не містить ВІЛ. Процес очищення знищив усі віруси, включаючи ВІЛ. Вакцина була схвалена в 1981 році.

### Рекомбінантна вакцина
Вакцина проти гепатиту B, отримана з крові, була вилучена з ринку в 1986 році, замінена на вдосконалену рекомбінантну вакцину проти гепатиту B від Моріса Хіллемана, яка була схвалена FDA 23 липня 1986 року. Це була перша вакцина для людей, виготовлена методами рекомбінантної ДНК. Для цієї роботи вчені Merck & Co. співпрацювали з Вільямом Дж. Раттером і колегами з Каліфорнійського університету в Сан-Франциско, а також Бенджаміном Холом і колегами з Університету Вашингтону. У 1981 році Вільям Дж. Раттер, Пабло Д. Т. Валенсуела та Едвард Пенхут (Каліфорнійський університет у Берклі) заснували корпорацію Chiron в Емерівілі, Каліфорнія, яка співпрацювала з Merck.
Рекомбінантна вакцина базується на гені поверхневого антигену гепатиту B (HBsAg), вставленому в клітини дріжджів (Saccharomyces cerevisiae), які не мають жодних проблем, пов'язаних з продуктами крові людини. Це дозволяє дріжджам виробляти лише неінфекційний поверхневий білок без будь-якої небезпеки введення справжньої вірусної ДНК у кінцевий продукт. До складу вакцини входить ад'ювант аморфного алюмінію гідроксифосфат сульфат.
У 2017 році дводозова вакцина проти гепатиту B для дорослих Heplisav-B отримала схвалення Управління з контролю за продуктами й ліками США (FDA). Вона використовує рекомбінантний поверхневий антиген HB, подібний до попередніх вакцин, але містить новий ад'ювант CpG 1018, 22-мерний олігодезоксинуклеотид, пов'язаний з фосфоротіоатом. Ця вакцина також не поступалася за імуногенністю.
У листопаді 2021 року FDA схвалила вакцину проти гепатиту B (рекомбінантну) (Prehevbrio).

### Графік імунізації
Консультативний комітет з практики імунізації Центру контролю захворювань США вперше рекомендував вакцину для всіх новонароджених у 1991 році. До цього вакцину рекомендували лише групам високого ризику. Починаючи з рекомендацій щодо універсальної вакцинації проти гепатиту B новонароджених у 1991 році, жодна інша вакцина не була рекомендована для всіх новонароджених у Сполучених Штатах, і залишається однією з небагатьох вакцин, рекомендованих для регулярного введення при народженні.

## Виробництво
Вакцина містить один із білків вірусної оболонки, поверхневий антиген гепатиту B (HBsAg). Він виробляється дріжджовими клітинами, в які вставлений ген HBsAg. Після цього в крові утворюється антитіло імунної системи до HBsAg. Антитіло відоме як анти-HBs. Ці антитіла та пам'ять імунної системи забезпечують імунітет до інфекції вірусу гепатиту B (HBV).

## Суспільство і культура

### Правовий статус
10 грудня 2020 року Комітет з лікарських засобів для людини (CHMP) Європейського агентства з лікарських засобів (EMA) прийняв позитивний висновок, рекомендувавши надати дозвіл на продаж лікарського засобу Геплісав B, призначений для активної імунізації проти Вірусної інфекції гепатиту (HBV). Заявником цього лікарського засобу є Dynavax GmbH. Він був схвалений для медичного використання в Європейському Союзі у лютому 2021 року.
24 лютого 2022 року CHMP прийняв позитивний висновок, у якому рекомендував надати дозвіл на продаж лікарського засобу PreHevbri, призначеного для активної імунізації проти інфекції вірусу гепатиту B (HBV). Заявником на цей лікарський засіб є VBI Vaccines BV PreHevbri було схвалено для медичного використання в Європейському Союзі у квітні 2022 року.

### Торговельні марки
Поширеними доступними брендами є Recombivax HB (Merck), Engerix-B (GSK), Elovac B (Human Biologicals Institute, підрозділ Indian Immunologicals Limited), Genevac B (Serum Institute), Shanvac B, Heplisav -B, і Прехевбріо.
Твінрікс (GSK) — вакцина проти гепатиту A та В.
Педіарікс — вакцина проти дифтерії, правця, кашлюку, гепатиту B та поліомієліту.
Вакселіс — це вакцина проти дифтерії, правця, кашлюку, поліомієліту, Haemophilus influenzae типу B (менінгококовий протеїновий кон'югат) і гепатиту B.